# 毕方济
毕方济（義大利語：Francesco Sambiasi，1582年—1649年），意大利人，耶稣会传教士，精于天文数学，1610年来华，先抵达澳门，1613年进入北京，后去淮安、南京、无锡、上海嘉定传教，曾在南京城内兴建护守山圣堂。南明永历帝封他为太师。著有《毕方济奏折》、《灵言蠡勺》（毕方济口授，徐光启笔录）、《天學略義》。